# Cravinhos (ort)
Cravinhos är en ort i Brasilien.   Den ligger i kommunen Cravinhos och delstaten São Paulo, i den sydöstra delen av landet, 600 km söder om huvudstaden Brasília. Cravinhos ligger 801 meter över havet och antalet invånare är 32 689.
Terrängen runt Cravinhos är kuperad norrut, men söderut är den platt. Cravinhos ligger uppe på en höjd. Runt Cravinhos är det ganska tätbefolkat, med 75 invånare per kvadratkilometer.. Närmaste större samhälle är Ribeirão Preto, 19,9 km norr om Cravinhos.
Omgivningarna runt Cravinhos är en mosaik av jordbruksmark och naturlig växtlighet.